# Jo Jae-hyun

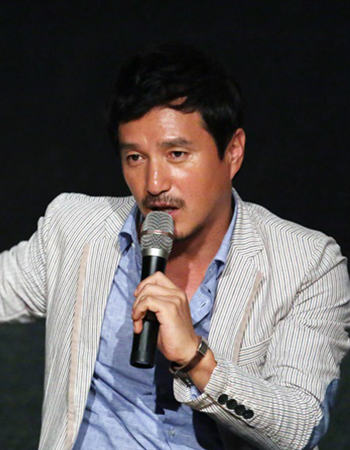
Jo Jae-hyun, 2017

Jo Jae-hyun (* 30. Juni 1965 in Seoul) ist ein südkoreanischer Schauspieler. Er gilt als Lieblingsschauspieler von Kim Ki-duk.

## Leben
Jo Jae-hyun begann 1989 mit der Schauspielerei. Schon in Kim Ki-duks Erstling Crocodile (1996) spielte er die Hauptrolle, doch erst mit Seom – Die Insel und dem sehr umstrittenen Zuhälterfilm Bad Guy wurde er auch international bekannt.
1991 bekam er den Baeksang Arts Award und den Blue Dragon Award als bester Nachwuchsschauspieler für Slicing Sadness With A Knife In My Heart.
Eine Umfrage einer Tageszeitung bei 105 Regisseuren, Drehbuchautoren und Reportern ergab, dass er der angesehenste Schauspieler Südkoreas ist.

## Filmografie (Auswahl)
- 1990: Man Market
- 1992: Sorrow, Like a Withdrawn Dagger, Left My Heart
- 1995: The Eternal Empire
- 1996: Wild Animals
- 1996: Crocodile (Ageo)
- 1997: Wild Echoing in My Being
- 1998: Girls' Night Out
- 1998: Spring in My Hometown
- 1999: The Face
- 2000: Prison World Cup
- 2000: Seom – Die Insel
- 2000: Interview
- 2001: Address Unknown
- 2001: Bad Guy
- 2002: Stuntman
- 2002: Venus
- 2003: Das zerbrochene Schwert
- 2004: Mokpo, Gangster's Paradise
- 2006: Hanbando
- 2006: Romance
- 2007: Puff the Rice
- 2009: Marine Boy
- 2010: The Executioner
- 2010: The Influence
- 2011: The Kick
- 2013: Moebius